# Хендрик Оферхаус
 Хендрик Карел Оферхаус (хол. Hendrik Karel Offerhaus; Venhuizen, 20. мај 1875 — Васенар, 2. септембар 1953) био је холандски веслач, учесник Летњих олимпијских игара 1900. Био је члан холандског веслачког клуба Njord из Лајдена, а на Олимпијским играма 1900. је наступао за екипу Минерва Амстердам.
Хендрик Оферхаус је био студент медицине. Дипломирао је после Игара и постао генерални секретар холанског Црвеног крста.
На Олимпијским играма 1900. такмичио се у трци осмераца. Посаду осмерца су чинили:Франсоа Брант, Јоханес ван Дајк, Рулоф Клајн, Рурд Легстра, Валтер Миделберг, Хендрик Оферхаус, Валтер Тајсен, Хенрикус Тромп и Хермнаус Брокман (кормилар). У финалној трци резултатом 6:23,0 мин. освојили су треће место.